# T恤

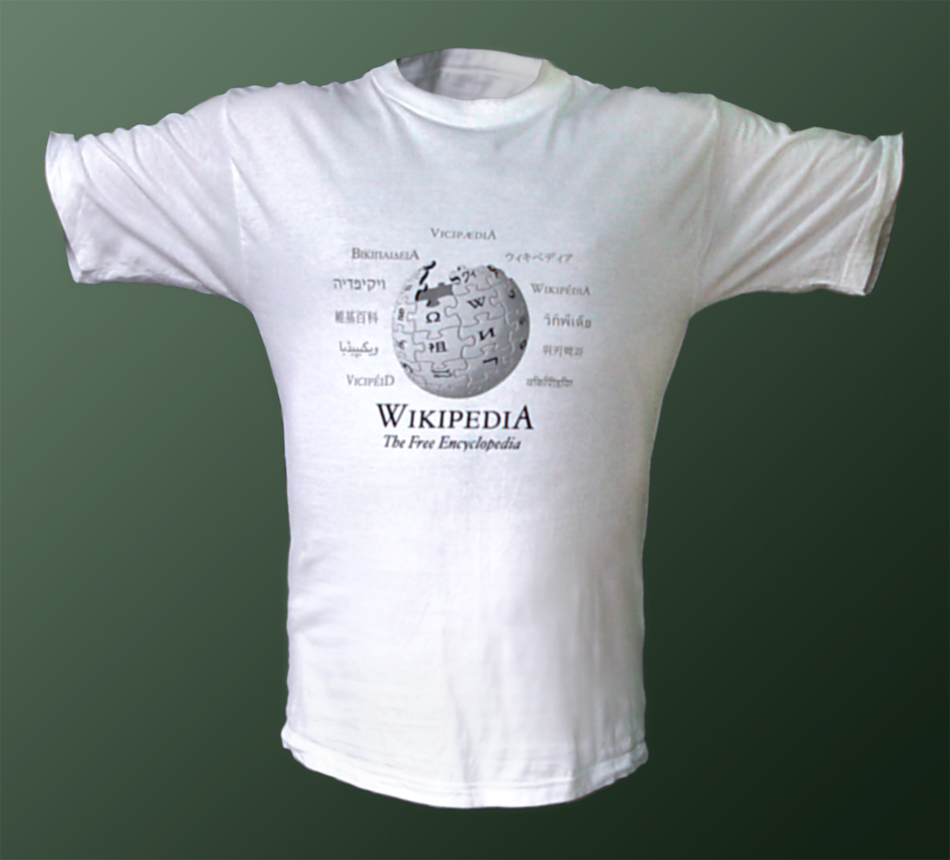
平放的T恤，展現其T字形狀

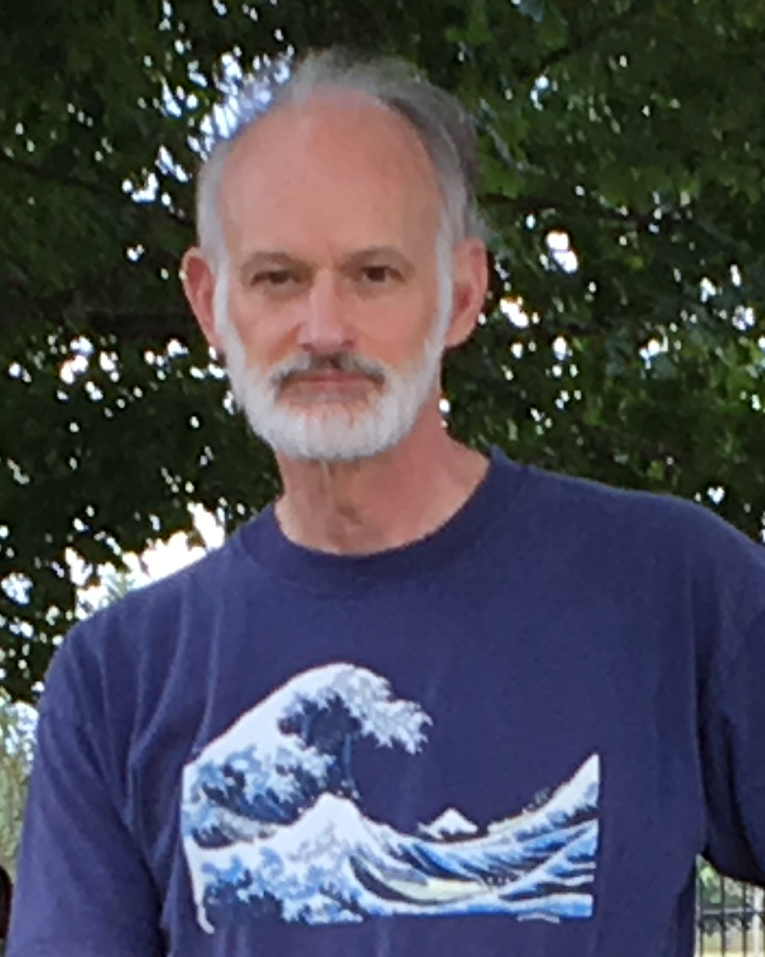
一名穿着T恤的男子。

T恤或稱T卹、T字衫（英文：T-shirt或Tee），又稱文化衫、套頭衫、體恤衫、圓領T恤，是上衣的一種，通常是短袖而圓領的，故亦可稱短袖圓領衫。長及腰間，一般沒有鈕扣、領子或袋。攤開時呈T形，因而得名。穿着時把頭部穿過領子即成。T恤一般以棉或是人造纖維大規模製造，以平針編織出柔軟的質地。
T恤原本作為內衣穿着，但現在最常見的穿法是當成上半身唯一的衣服（女性可能會在內面佩帶胸罩）。T恤常常配有文字或圖案作裝飾。特大型的、女性穿着較短而露出肚臍的、長袖的、無袖的等等，都是常見的T恤款式。

## T恤歷史
美國士兵在第一次世界大戰期間，注意到歐洲士兵使用的棉質內衣輕巧舒適，而自己的士兵則穿着羊毛（綿）制服，大汗淋漓。這種棉質汗衫在美國士兵之間馬上成為搶手貨，並其形狀而稱之為T恤。第二次世界大戰期間，T恤成為了美國陸軍及海軍的標準內衣。
二戰後T恤開始以外衣形式出現。、馬龍·白蘭度、詹姆士·狄恩都曾在全國電視如此穿着過。公眾當初對此大為驚訝，但到了1955年社會開始接受這種服裝。占士·甸在電影中的穿着，讓T恤成為時尚的服裝。

## T恤裝飾
1960年代，T恤成為了西方潮流中年輕人和搖滾音樂愛好者的基本裝束。人們也開始以紮染和絲網印刷等方式改裝T恤，女裝吊帶背心、香港俗稱「雞翼袖」的背心、緊身T恤、V領等也逐漸開始流行。
自此，T恤成為了自我表達甚至宣傳的媒介，愈來愈多團體及活動都會印刷T-shirt 來顥示團隊的一致性, 例如中學的班衫, 大學學會的社衫及公司廣告活動的員工製服.大部份都會印有具個人特色及團隊風格的圖案,
印刷的圖案包羅萬有，可以是文字、圖畫甚至是照片，配搭不同的印花技巧如刺繡,絲印等等來章顥團體文化, 因此也被稱作文化衫,班衫,Soc衫等等。

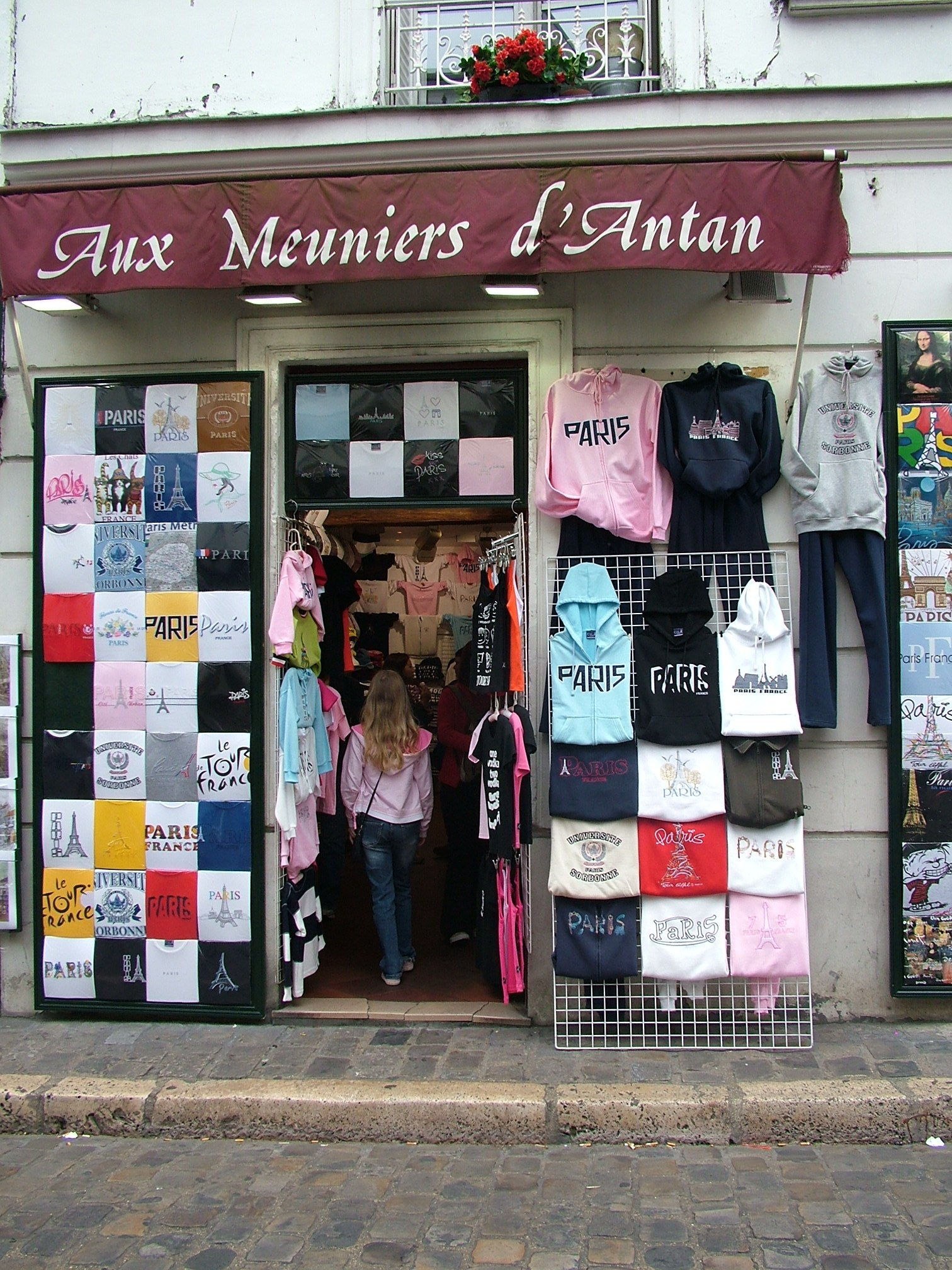
巴黎的一家T恤商店

## T恤制作的常用布料
用于T恤制作的常用面料包括：纯棉汗布、涤棉单双面以及纯棉、涤棉六角、四角网眼、人字纹、复合罗纹、提条网眼等。

## 服装搭配
T恤和牛仔裤的搭配几乎从他们的起源就开始了。牛仔裤源自一个意大利港口的水手装束，当时称港口的水手为Genoese，GENES大概出自于此；17世纪中，美国安那波利斯港口茶叶码头工人穿一种短袖衫，据说这就是T恤的最初发源，由于TEA和TEE谐音，故有TEE（TEA）-SHIRT一说，后简称T-SHIRT或者TEE。19世纪后期，T-SHIRT逐渐成为英美海军的内衣制服。随着针织工业的兴起，T-shirt作为内衣开始被广泛接受。

## 延伸閱讀
- Scott Fresener, Earl Smith, Nancy Hall（1995年）：The T-Shirt Book，Gibbs Smith Publisher出版，ISBN 0-87905-686-X。